# Smal näckmossa
Smal näckmossa (Fontinalis dalecarlica) är en mossa i släktet näckmossor. Det är Dalarnas landskapsmossa.